# Lagerungsdichte
Der Begriff Lagerungsdichte wird sowohl in der Ingenieurgeologie als auch in der Bodenkunde verwendet. Dabei handelt es sich beides Mal um Kenngrößen des Bodens, jedoch ist
- in der Ingenieurgeologie der Grad der Verdichtung des Bodens gemeint
- in der Bodenkunde dagegen schlicht die Dichte des Bodens.

In letzterem Fall spielt es also keine Rolle, ob eine hohe Dichte z. B. durch ein Substrat mit hoher Dichte oder durch eine hohe Komprimierung der Bodenmatrix bedingt ist.

## Ingenieurgeologie
Die Lagerungsdichte bindiger und nicht bindiger Böden gibt hier an, wie stark verdichtet ein Boden und wie groß sein Porengehalt ist. Die Lagerungsdichte wird hier in genormten Versuchen ermittelt.
Die Wichte (feucht oder trocken) hängt von der Lagerungsdichte ab.

### Definition
Die Lagerungsdichte {\displaystyle D} ist definiert als:
{\displaystyle D={\frac {n_{\text{max}}-n}{n_{\text{max}}-n_{\text{min}}}}={\frac {\rho _{\mathrm {d} }-\rho _{\mathrm {d,min} }}{\rho _{\mathrm {d,max} }-\rho _{\mathrm {d,min} }}}<1}
mit
- dem Porenanteil {\displaystyle n} der Bodenprobe
  - {\displaystyle n_{\text{max}}} bei lockerster Lagerung
  - {\displaystyle n_{\text{min}}} bei dichtester Lagerung
- der Trockendichte {\displaystyle \rho _{\text{d}}} (von engl. dry)
  - {\displaystyle \rho _{\mathrm {d,min} }} bei lockerster Lagerung
  - {\displaystyle \rho _{\mathrm {d,max} }} bei dichtester Lagerung.

Der Porenanteil lässt sich aus der Porosität des Materials ermitteln.

### Ermittlung der Lagerungsdichte

#### Nichtbindige Böden
Zur Ermittlung der Grenzen {\displaystyle n_{\text{max}}} und {\displaystyle n_{\text{min}}} nicht bindiger Böden (s. o.) legt die DIN 18126 Versuchsdurchführungen fest. Diese kommen den natürlichen Verhältnissen nahe.

#### Bindige Böden
Die Lagerungsdichte bindiger Böden wird durch die Verdichtung bei Belastung erhöht.
Der Verdichtungserfolg hängt ab von:
- Kornverteilung (Kornzusammensetzung)
- Wassergehalt
- Verdichtungsleistung
- Verdichtungsarbeit.

Die Bestimmung des Wassergehalts und der Kornverteilung sind genormt in DIN 18121, DIN 18123-T4 und DIN 18123-T5.

#### Beispiele
- trockener, fester, grobstückiger Ton → keine Verdichtung möglich
- nahezu wassergesättigter breiiger Ton → keine Verdichtung möglich.

### Proctor-Versuch
Auch die Verdichtungsarbeit im Proctor-Versuch ist in DIN 18127 genormt, damit vergleichbare Ergebnisse erzielt werden.
- Der Proctor-Versuch besteht aus 5 Einzelversuchen mit jeweils erhöhtem Wassergehalt.
- Für jeden Einzelversuch werden die Rohdichte und die Trockendichte gemessen
- Dann werden die Trockendichten in Abhängigkeit vom zugehörigen Wassergehalt aufgetragen
- Der Scheitelpunkt der Kurve ergibt die Proctordichte.
- Daraus folgt der optimale Wassergehalt für die Verdichtung.

## Bodenkunde
In der Bodenkunde ist die Lagerungsdichte {\displaystyle \rho _{\text{B}}} die Dichte des trockenen Bodens. Da eine höhere Porosität durch eine höhere Dichte {\displaystyle \rho _{\text{f}}} des Feststoffanteils ausgeglichen werden kann, hängt die Lagerungsdichte hier – anders als die Lagerungsdichte in der Ingenieurgeologie – nur mittelbar von der Porosität ab. Sie wird an der ofentrockenen Bodenprobe ermittelt, d. h., nachdem die Bodenprobe bei 105 °C getrocknet wurde (gemäß DIN 19683, Blatt 4).

### Definition
{\displaystyle \rho _{\text{B}}={\frac {m_{\text{f}}}{V_{\text{g}}}}\left(\leq \rho _{\text{f}}={\frac {m_{\text{f}}}{V_{\text{f}}}}\right)}
mit
- der Masse {\displaystyle m_{\text{f}}} des getrockneten Bodens
- dem Gesamtvolumen {\displaystyle V_{\text{g}}=V_{\text{f}}+V_{\text{H}}}[2]
- dem Feststoffvolumen {\displaystyle V_{\text{f}}}
- dem Hohlraumvolumen {\displaystyle V_{\text{H}}}.

### Weiteres
Möchte man hingegen die Dichte des feuchten Bodens angeben, zum Beispiel, um durch Differenzwägung den gravimetrischen Bodenwassergehalt zu bestimmen, so ist der Begriff Rohdichte üblich.
Die Dichte {\displaystyle \rho _{\text{f}}} der Festsubstanz ist üblicherweise nahe 2,65 g·cm−3, der Dichte von Quarz, dem häufigsten Mineral in Böden. Lediglich basische magmatische Gesteine und deren Minerale können Dichten über 2,7 g·cm−3 aufweisen. Organische Substanz hat eine Dichte von 1,2 – 1,4 g·cm−3.
| Lehmböden        | 1,96 - 1,19 g·cm−3 |
| Sandböden        | 1,67 - 1,19 g·cm−3 |
| Schluffböden     | 1,53 - 1,19 g·cm−3 |
| Tonböden         | 1,32 - 0,92 g·cm−3 |
| organische Böden | 0,48 - 0,12 g·cm−3 |

Unter Kenntnis der Lagerungsdichte und der Dichte der Festsubstanz lassen sich die Porosität {\displaystyle \varepsilon } und die Porenziffer {\displaystyle e} des Bodens berechnen:
{\displaystyle \varepsilon =1-{\frac {\rho _{\text{B}}}{\rho _{\text{f}}}}\quad \Leftrightarrow \quad e={\frac {\rho _{\text{f}}}{\rho _{\text{B}}}}-1}